# Ockragult rovfly
Ockragult rovfly (Cosmia trapezina) är en fjärilsart som beskrevs av Carl von Linné 1758. Ockragult rovfly ingår i släktet Cosmia och familjen nattflyn. Arten är reproducerande i Sverige. Inga underarter finns listade i Catalogue of Life.

## Bildgalleri

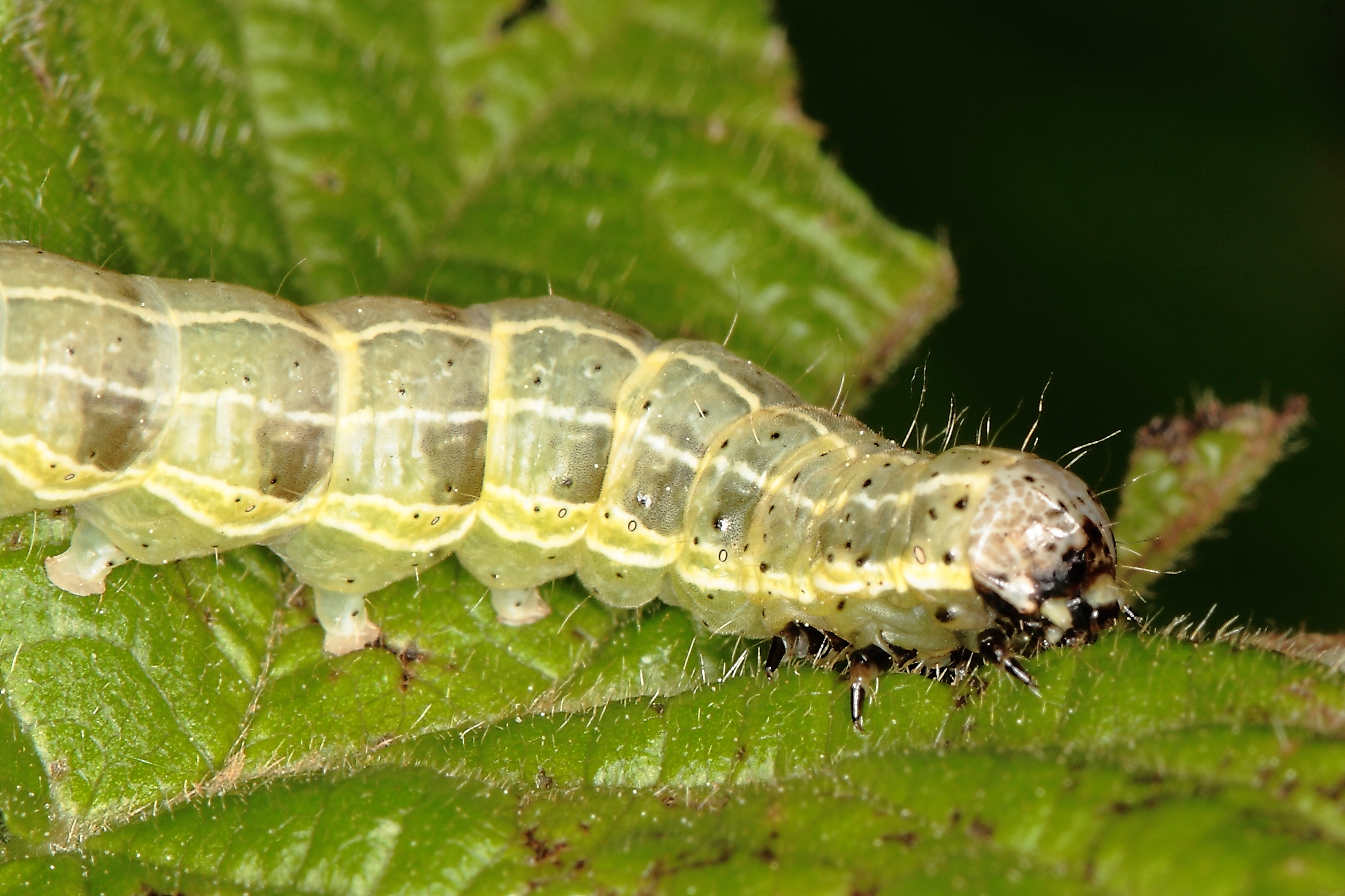
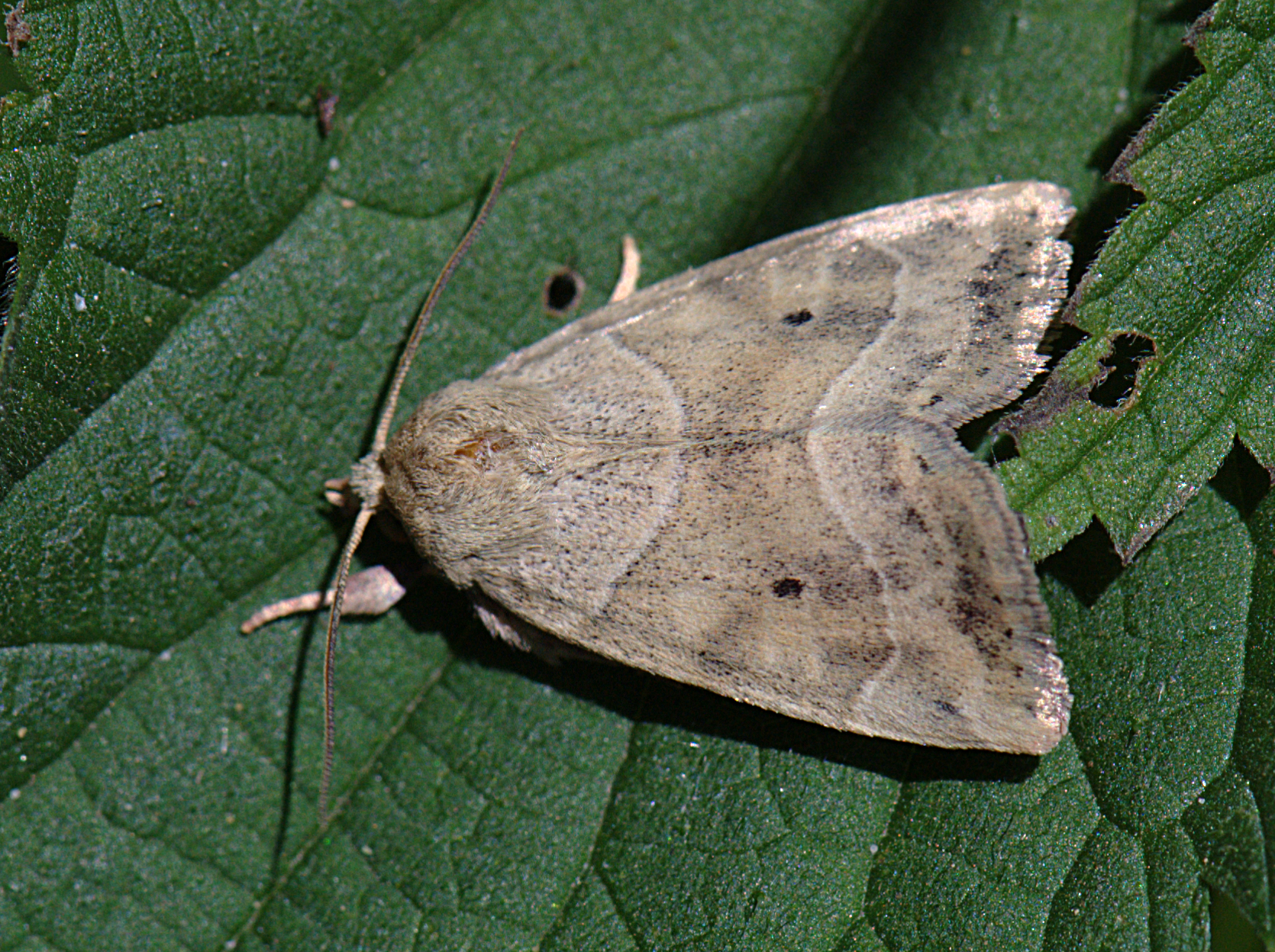